# 斑彩石

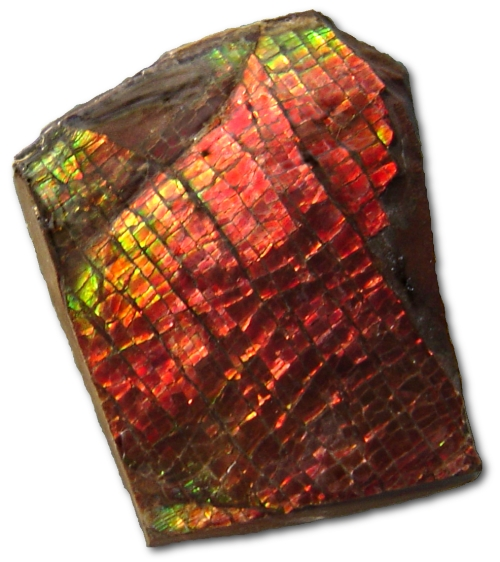
天然斑彩石，母岩上有裂纹

斑彩石（Ammolite）是一種類似蛋白石的有機寶石。主要發現於洛基山脈的東坡，成分來源是菊石貝殼的化石殘骸，而菊石貝殼主要成分為霰石。斑彩石的商品名為Calcentin或Korit。而當地的印第安土著部落黑腳族則稱之為Aapoak（Kainah語里小而會慢行的石頭的意思，源於石的色澤）或Iniskim（水牛石）。意思是「帶來水牛的石」。

## 简介
中国市场上目前能见到的斑彩石多来自马达加斯加和北美地区，但国际上承认的真正的宝石级别的斑彩石，都来自北美的阿尔伯达、加拿大及其周围发现的斑彩化石。这一地区的斑彩石的色彩最为艳丽，才被认为是宝石。

## 历史
1908年，一名国家地理调查队的成员在阿尔伯达圣玛丽河沿岸发现斑彩螺的矿化化石。而直到1981年才发现了具有商业开采价值的高质量斑彩宝石。国际珠宝联合会（CIBJO）于1981年正式承认斑彩宝石为宝石。斑彩石（ammolite）与全球其他地区带有轻微晕彩但颜色单调（多以褐色调为主）的鹦鹉螺化石有相当大的区别，价格更是相差百倍，请注意甄别。
2005年，在中國香港地區，有位珠寶設計師馮震，並且種寶石所吸引着迷，開始專門研究，被香港珠寶界業內人士稱為「斑彩石專家」，因馮震亦是一位臼井靈氣(Usui Reiki)導師，他將斑彩寶石融入靈氣能量學，並在2010年，創辦「斑彩靈氣能量學會(Ammolite Reiki Energy Association)」。
2016年8月，這位香港的珠寶設計師馮震，更被香港文化界人士尊稱為「斑彩石之父」，而且並於同年，這位馮震老師被邀請到香港TVB電視媒體講解斑彩石，成為全球首位華人被邀請到電視節目，講解斑彩石的嘉賓。
2018年，馮震老師，更出版了一本中文版全彩色的斑彩石書籍《瑰寶•斑彩》，掀起全球華人圈子，對斑彩石熱衷的潮流。

## 特性
斑彩石（ammolite）的摩氏硬度只有3.5，表面色层软脆，并且越接近地表面的斑彩石颜色越暗淡，多呈暗红或是褐色。因被空气氧化所致。斑彩石不能直接裸露在空气中，出土的原料在一年之内不做任何处理，颜色将慢慢变暗淡。只有覆膜才能保护斑彩石避免受到氧化和伤害。

## 加工方法
目前市场上斑彩的加工方法有两种：一种是原石滴水晶胶。出土的石头将无色部分磨掉，直接滴胶。这种加工方法保持出土状态，多数形状各异。且有很多凹凸不平。原料损耗小。这种加工方法不好的地方是表面为胶面，不抗刮花。另一种方法是盖水晶面，斑彩表面有一层水晶或是尖晶，但是这种加工方法要求斑彩为纯平，并且工艺复杂，损耗大。所以市场上只能见到小颗的水晶面斑彩。